# Ellen McLain
Ellen McLain (Nashville, 1º dicembre 1952) è una doppiatrice, cantante, di musical e operette statunitense nota principalmente per i suoi doppiaggi in alcuni videogiochi di Valve Corporation.

## Biografia
Ha studiato alla North Carolina School of the Arts ed al New England Conservatory di Boston.
È sposata dal 1986 con John Patrick Lowrie anch'egli doppiatore per Valve Corporation che ha prestato le voci ai cittadini e ad Odessa Cubbage nel videogioco Half-Life 2, al Cecchino in Team Fortress 2, ed a numerosi eroi in Dota 2.

## Carriera
McLain è principalmente nota per i suoi doppiaggi nei videogiochi di Valve Corporation. Presta la voce all'Amministratrice in Team Fortress 2, a GLaDOS in Portal e nel seguito Portal 2, alla voce della centralinista nella serie Half-Life 2 a due eroine in Dota 2. 
McLain ha inoltre cantato Still Alive e Want You Gone, canzoni dei crediti finali di Portal e Portal 2, entrambe scritte da Jonathan Coulton; in quest'ultima ha cantato come soprano l'aria Cara Mia, (ufficialmente chiamata Cara Mia Addio). Ha cantato anche con “The Chalkeaters” la canzone dedicate a Valve e a Gabe Newell “Count To Three”. Nel dicembre 2011 ha vinto il primo premio allo Spike Video Game Awards per la "Miglior Performance femminile" per l'interpretazione di GLaDOS in Portal 2.
Fuori dal mondo videoludico ha lavorato con grandi direttori d'orchestra come Seiji Ozawa, Gerard Schwarz, e Gunther Schuller in alcune piccole produzioni teatrali di operette inglesi sia colte che leggere.

## Filmografia parziale
- Pacific Rim, regia di Guillermo del Toro (2013)